# Gougnaf Mouvement
Gougnaf Mouvement, ou simplement Gougnaf, est un label indépendant français de punk rock et rock alternatif, actif dans les années 1980. Le label opérait dans trois villes différentes, Paris, Angers et Lyon, et était distribué par New Rose.

## Histoire
Le label Gougnaf Mouvement est fondé en juin 1984 sur les cendres de l'association Du rock à Juvisy fondée à Juvisy-sur-Orge par Rico Maldoror. Du rock à Juvisy regroupait des passionnés de rock qui organisaient des concerts punks dans leur ville. À l'issue du dernier concert organisé par l'association, le 9 juin 1984, saboté par une bande de skinheads parisiens, Rico et les membres de l'association décident de monter un label de musique. Les premières productions sont la sortie de cassettes de groupes punks de l'Essonne : 13e Section (Morsang-Grigny), Los Olvidados (Draveil) et Charnier (Orsay, futurs Les Cadavres) puis de disques vinyles (Ultraviolet, les Thugs, Parabellum, Hot Pants, les Rats, les Sheriff, etc.).
Le label sort en 1986, la compilation Les Héros du peuple sont immortels (OTH, Les Porte-Mentaux, Camera Silens, etc.) et s'étend ensuite à Angers (été 1986–1988), et Lyon (1988–1989).

## Groupes et artistes
Les groupes ayant signé au label incluent notamment : Parabellum, Haine Brigade, Hot Pants, Les Thugs, Les Rats, Les Sheriff, et Les Vierges.